# Xenokeryx
Xenokeryx (che dal greco significa "strane corna") è un genere estinto di palaeomerycidae ruminantia vissuto nel Miocene, circa 15 milioni di anni fa, in Europa. La specie tipo, Xenokeryx amidalae, è stata scoperta in Spagna. Ciò che caratterizzava questo animale era lo strano corno a forma di T sulla parte superiore della testa, che probabilmente veniva usato dai maschi nei combattimenti intraspecifici. Il nome generico dell'animale, Xenokeryx dal greco antico significa "strane corna", mentre il nome specifico amidalae è in riferimento al personaggio di Padmé Amidala, della serie di film di Star Wars. Tale associazione è dovuta "alla sorprendente somiglianza tra il corno superiore dello Xenokeryx, con l'acconciatura dei capelli che il personaggio di Padmé Amidala sfoggia in Star Wars - La minaccia fantasma".